# 濱田台児
- 濵田臺兒（俗-□-正-正）本人が使用
- 浜田台児（新-□-新-新）活字媒体で使用
- 濱田臺兒（正-□-正-正）
- 濱田台児（正-□-新-新）不規則な新旧混用

浜田 台児（はまだ たいじ、旧字体：濱田 臺兒、1916年（大正5年）11月15日 - 2010年（平成22年）9月1日）は、鳥取市出身の日本画家。本名は浜田 健一（はまだ けんいち）。

## 略歴
鳥取県気高郡正条村（現・鳥取市気高町浜村）に生まれる。伊東深水、橋本明治に師事する。1935年（昭和10年）、19歳の時に深水に入門、日展に出品を重ねる。鮮明な色彩による人物・花鳥画を得意とする。1975年（昭和50年）日展文部大臣賞、1980年（昭和55年）日本芸術院賞受賞、1989年（昭和59年）日本芸術院会員。日展顧問。1990年（平成2年）気高町名誉町民。
画集に『浜田台児画集』（邦画会、1961年）がある。
2005年（平成17年）11月、旭日中綬章受章。
2010年（平成22年）9月1日、東京都杉並区の病院で脳梗塞のため死去。93歳だった。